# Alcalus sariba
Espèce
Synonymes
- Rana sariba Shelford, 1905
- Ingerana sariba (Shelford, 1905)

Alcalus sariba est une espèce d'amphibiens de la famille des Ceratobatrachidae.

## Répartition
Cette espèce est endémique du Sarawak en Malaisie à Bornéo. Elle se rencontre sur le mont Saribau.

## Description
La femelle holotype mesure 35 mm.

## Taxinomie
Cette espèce fut considérée comme synonyme de Alcalus baluensis par Inger et Tan. Brown, Siler, Richards, Diesmos et Cannatella la considère comme valide.

## Étymologie
Son nom d'espèce lui a été donné en référence au lieu de sa découverte, le mont Saribau.

## Publication originale
- Shelford, 1905 : A new lizard and a new frog from Borneo. Annals and Magazine of Natural History, sér. 7, vol. 15, p. 208-210 (texte intégral).